# Marek Petrusewicz
Marek Petrusewicz (Vilna, Lituania, 22 de febrero de 1934 - Breslavia, Polonia, 3 de octubre de 1992) fue un nadador polaco, nacido en Lituania, especializado en pruebas de estilo braza. Fue subcampeón de Europa en 200 metros braza durante el Campeonato Europeo de Natación de 1954.

## Palmarés internacional
| Campeonato Europeo de Natación | Campeonato Europeo de Natación | Campeonato Europeo de Natación | Campeonato Europeo de Natación |
| Año                            | Lugar                          | Medalla                        | Prueba                         |
| ------------------------------ | ------------------------------ | ------------------------------ | ------------------------------ |
| 1954                           | Turín (Italia)                 | Medalla de plata               | 200 m braza                    |